# Cayenne
Cayenne [kaˈjɛn] ist die Hauptstadt und zugleich größte Stadt des französischen Überseedépartements Französisch-Guayana mit 63.956 Einwohnern (1. Januar 2022) und einer Fläche von 23,6 km². Die Stadt liegt auf einer gleichnamigen Halbinsel in der Mündung des Río Cayenne in den Atlantik.
Ein paar hundert Meter vor der Nordspitze der Halbinsel Cayenne liegen die drei Îlets Dupont. 45 Kilometer nordwestlich von Cayenne liegen die zur Stadt gehörigen Îles du Salut, die Frankreich als Strafkolonie dienten. Der Flughafen Cayenne liegt rund 16 Kilometer südwestlich der Stadt auf dem Gebiet der Nachbargemeinde Matoury.

## Stadtgliederung
Cayenne gliedert sich in folgende Stadtteile (quartiers):
- Centre ville: De Gaulle, Buzaret, Amandier, Les Palmistes
- Centre ville quartiers Sud: Village Chinois, Ronjon, Palétuvuiers, Malouins, Rénovation Urbaine, ZA Galmo
- Faubourg nord: Mirza, Médan, Les Floralies, N’zila, Faubourg l’Abri, Lafaurie, Césaire, Thémire, Anatole, Brutus, Mango, Jacarandas, eau lisette
- Faubourg sud: Bonhomme, Jean François/Pascaline, Cabassou, Raban, Novaparc NR, ZA Calimbe, Uranus
- Quartiers sud-ouest: Ploermel, Mont Baduel, Mont Lucas, Petit Lucas, Hameau des encens, Stanislas, Suzini
- Périphériques Nord: Cité Pasteur, Cité Chatenay, Cité Horth, Cité Grant, Cité Coulée d’Or, Cité les pépites, Cité zéphir
- Périphériques Sud: Apounau, La Roseraie, Cité Mortin

### Ehemalige Kantonseinteilung

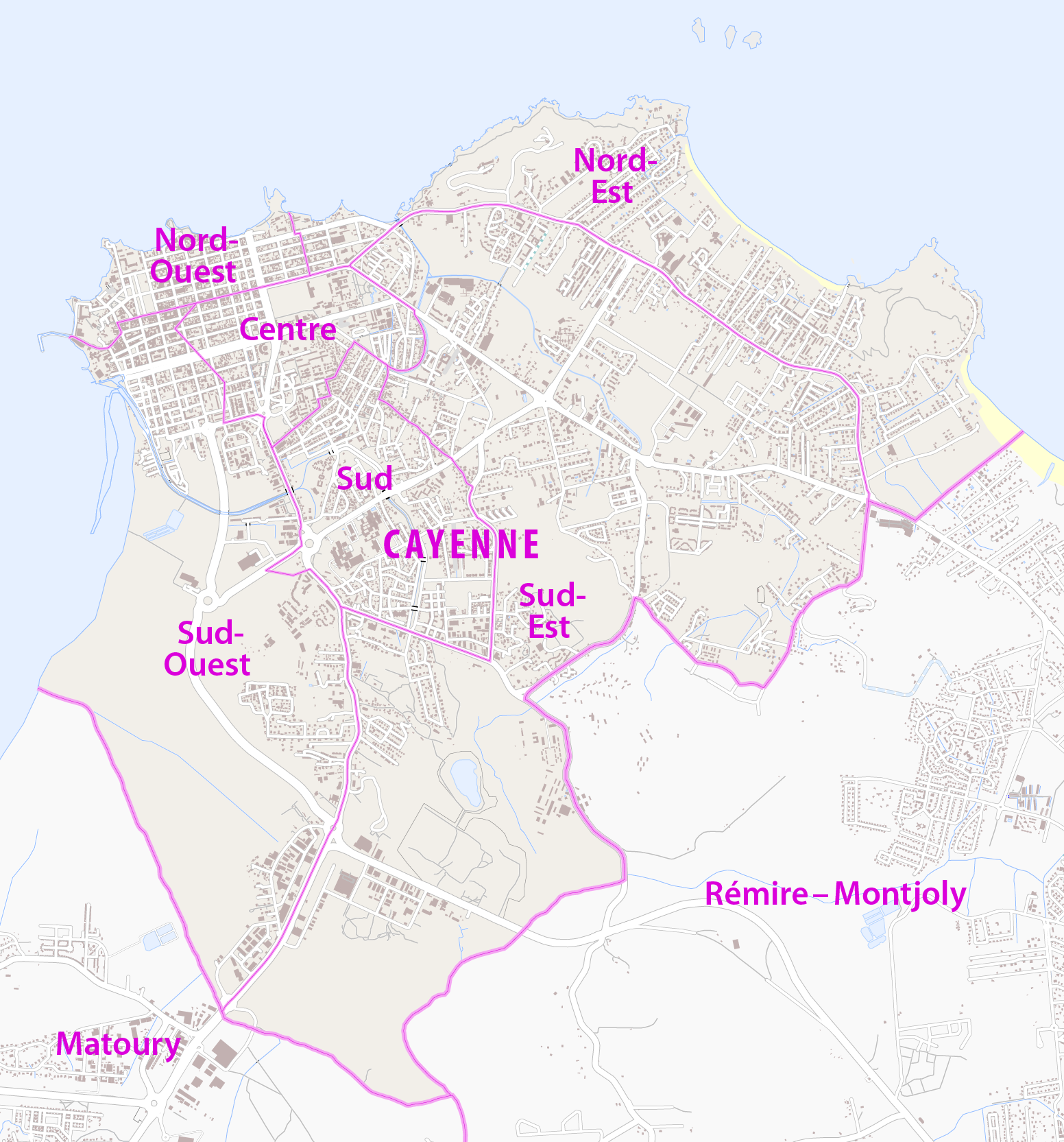
Ehemalige Kantonseinteilung von Cayenne

Unabhängig davon bestand bis zu deren Auflösung 2015 die Gliederung in sechs Kantone (jeweils mit zugehörigen Stadtteilen bzw. quartiers):
- Kanton Cayenne-1 Nord-Ouest (Fort Cépérou, Pointe des Amandiers, Buzaret, Îles du Salut)
- Kanton Cayenne-2 Nord-Est (Chaton, Montabo, Zéphir, Bourda, Suzini)
- Kanton Cayenne-3 Sud-Ouest (Village-Chinois, Leblond, La Madeleine)
- Kanton Cayenne-4 Centre (Centre, Mirza, De Gaulle, Buzaret, Palmistes)
- Kanton Cayenne-5 Sud (Bonhomme, Galmot, Anatole, Thémire, Eau-Lisette)
- Kanton Cayenne-6 Sud-Est (Rebard, Coulée d’Or, Mango, Baduel, La Roseraie, Les Maringouins, Bonhomme, Mont-Lucas)

|                       | Jan   | Feb   | Mär   | Apr   | Mai   | Jun   | Jul   | Aug   | Sep  | Okt  | Nov   | Dez   |   |         |
| Mittl. Tagesmax. (°C) | 28,8  | 28,9  | 29,2  | 29,6  | 29,4  | 29,6  | 30,3  | 31,0  | 31,6 | 31,7 | 30,9  | 29,6  | ⌀ | 30,1    |
| Mittl. Tagesmin. (°C) | 22,9  | 22,9  | 23,0  | 23,2  | 23,1  | 22,5  | 22,0  | 21,9  | 21,7 | 21,8 | 22,0  | 22,6  | ⌀ | 22,5    |
|                       |       |       |       |       |       |       |       |       |      |      |       |       |   |         |
| Niederschlag (mm)     | 439,1 | 305,3 | 393,5 | 399,5 | 599,1 | 459,7 | 244,3 | 165,1 | 73,5 | 81,7 | 153,7 | 359,2 | Σ | 3.673,7 |

| 22,9 |

| 22,9 |

| 23,0 |

| 23,2 |

| 23,1 |

| 22,5 |

| 22,0 |

| 21,9 |

| 21,7 |

| 21,8 |

| 22,0 |

| 22,6 |

| 22,9 |

| 22,9 |

| 23,0 |

| 23,2 |

| 23,1 |

| 22,5 |

| 22,0 |

| 21,9 |

| 21,7 |

| 21,8 |

| 22,0 |

| 22,6 |

## Geschichte
Eine erste französische Besiedlung der Halbinsel 1604 durch eine von Heinrich IV. gesandte Expedition wurde nach wenigen Jahren aufgrund der Zerstörung durch die Portugiesen aufgegeben. Am 27. November 1643 wurde die Stadt unter dem Generalleutnant des Königs Charles Poncet de Brétigny wiedergegründet. Im Jahre 1652 wurden die ersten Sklaven eingeführt.
1923 kam der französische Investigativjournalist Albert Londres nach Cayenne und schrieb für den Le Petit Parisien einen Bericht über die menschenunwürdigen Lebensbedingungen in den als Bagnes bezeichneten Strafkolonien in Cayenne und an weiteren Orten in der Kolonie.

## Bevölkerungsentwicklung
| Jahr                       | 2006   | 2008   | 2010   | 2013   | 2018   | 2021   |
| -------------------------- | ------ | ------ | ------ | ------ | ------ | ------ |
| Einwohner                  | 58.004 | 57.643 | 55.753 | 54.709 | 63.652 | 63.468 |
| Quellen: Cassini und INSEE |        |        |        |        |        |        |

## Sehenswertes
- Denkmal für Félix Éboué
- Denkmal für Victor Schœlcher
- Musée Alexandre-Franconie[2]
- Musée des Cultures Guyanaises[3]
- Kathedrale von Cayenne

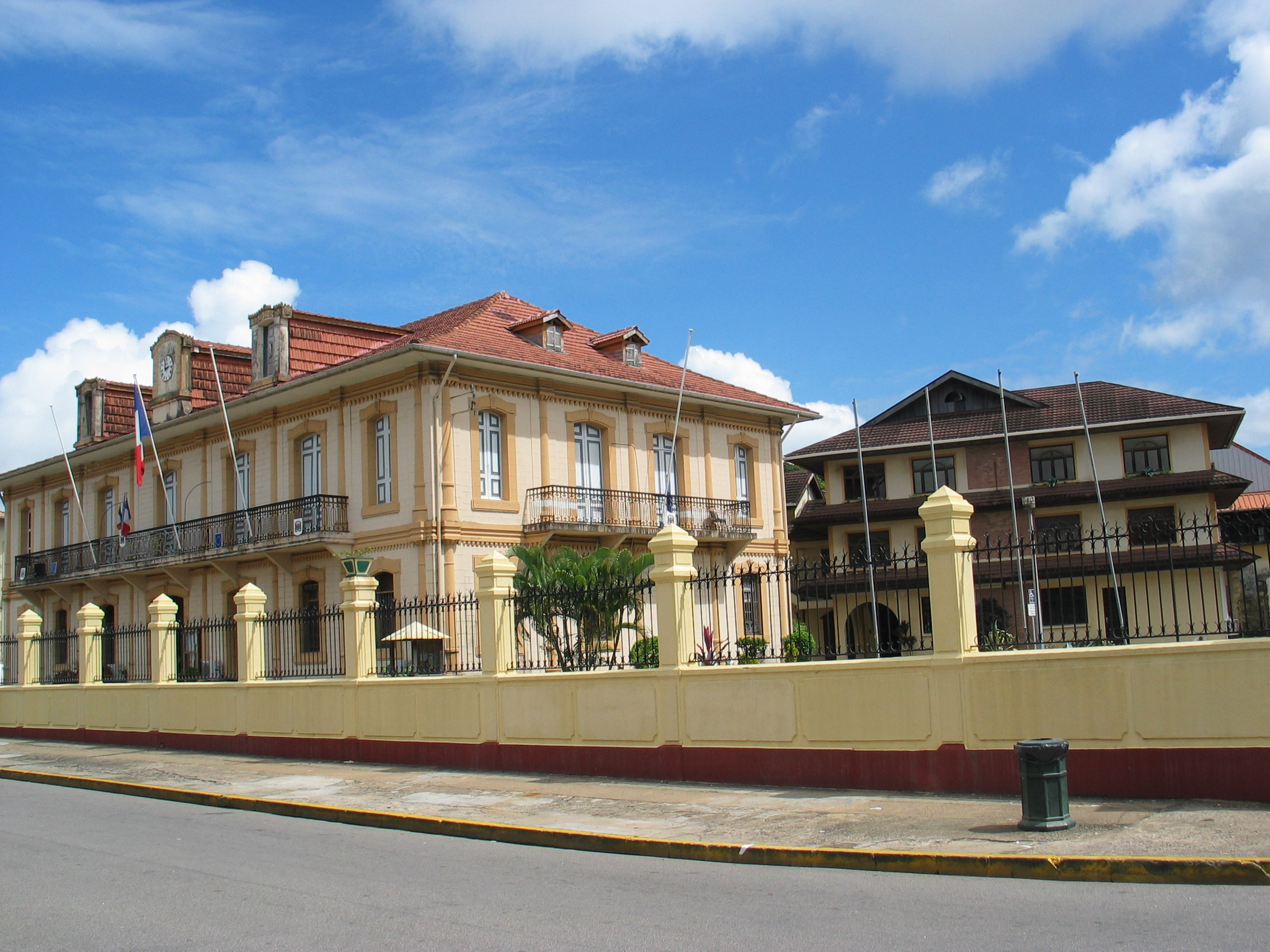
Das Rathaus an der Rue de Rémire 1
Stadtzentrum, Blick auf die Place des Palmistes
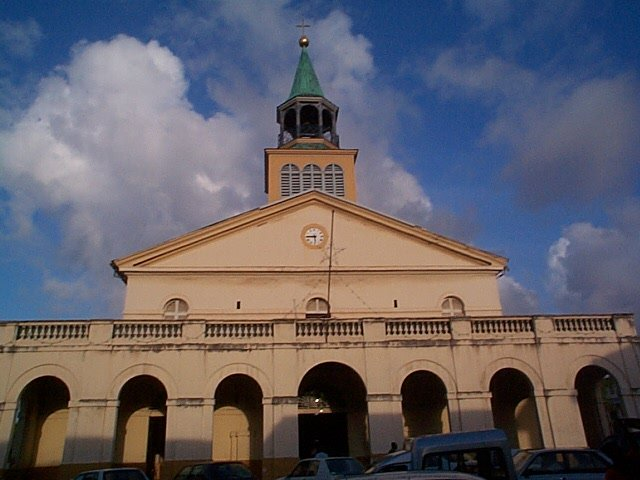
Die Fassade der Kathedrale von Cayenne vor der Renovierung

## Persönlichkeiten
- Maurice Cognacq (1870–1949), Arzt und Kolonialbeamter
- Félix Éboué (1885–1944), Kolonialpolitiker, erster schwarzer Generalgouverneur
- Eugénie Éboué-Tell (1891–1972), Politikerin, Ethnologin, Lehrerin und Widerstandskämpferin
- Gaston Monnerville (1897–1991), Politiker und Verfassungsrichter
- Léon-Gontran Damas (1912–1978), guayanischer französischsprachiger Schriftsteller
- Henri Salvador (1917–2008), Sänger
- Éric Edwige (* 1945), Fußballspieler
- Christiane Taubira (* 1952), Politikerin
- Katia Benth (* 1975), Sprinterin
- Florent Malouda (* 1980), Fußballspieler
- Malia Metella (* 1982), Schwimmerin
- Ulrich Robeiri (* 1982), Fechter
- Ludovic Baal (* 1986), Fußballspieler
- Enzo Lefort (* 1991), Fechter
- Kévin Rimane (* 1991), Fußballspieler
- Donovan Léon (* 1992), Fußballspieler
- Mehdy Metella (* 1992), Schwimmer
- Asnnel Robo (* 1993), American- und Canadian-Football-Spieler
- Kellya Zulemaro (* 1994), Handballspielerin
- Damien Inglis (* 1995), Basketballspieler
- Mike Maignan (* 1995), Fußballspieler
- Marvin René (* 1995), Leichtathlet
- Marie Stephan (* 1996), Squashspielerin
- Amaury Golitin (* 1997), Leichtathlet
- Jean-Clair Todibo (* 1999), Fußballspieler